# Coup de pied direct
Un coup de pied direct est un coup de pied vers l’avant exécuté les hanches de face (frontal) : 
- Soit par un mouvement combiné de flexion de la hanche et d’extension du genou
- Soit uniquement par un mouvement de flexion de la hanche.

Selon le type de pratique de combat (self-défense, close combat, art martial ou sport de combat) et la réglementation sportive les « façons de faire » ou "formes de corps" peuvent être très variées. Ex. : un coup de pied direct (griffé) de panthère ne s’exécutera pas comme un coup de pied direct (écrasant) de buffle (en Bando).
Il peut être exécuté de la jambe avant ou arrière. La surface de frappe peut différer suivant la forme technique : frappé avec bout des orteils (notamment pour les pratiques en chaussons ou chaussures) le « bol du pied » (dessous des orteils), frappé avec le talon (pied en flexion dorsale) ou le « cou du pied » (dessus du pied). 
Les cibles visées selon le type de pratique de combat et la réglementation, peuvent se situer à trois hauteurs : le membre inférieur, le tronc ou la tête. Dans les pratiques de self-défense, certaines cibles vitales peuvent être atteintes (gorge, triangle génital).
L’approche de la cible peut se faire de différentes manières : avec un pas marché (croisé), un pas chassé, un sursaut, un saut ou en combinant certains de ces précédents modes.

## Types de percussion
Trois effets de frappe coexistent : 
- Effet percutant (dit « rebondissant »),
- Effet pénétrant (dit « enfonçant » ou « défonçant »),
- Effet repoussant (dit « posé-poussé »).

## Mécanismes de frappe
Selon la forme de corps trois mécanismes dominent : 
- Forme « fouettée » avec le genou,
- Forme « pistonnée » avec la hanche et le genou
- Forme « balancée » à partir d’une flexion de la hanche soit pour percuter en remontant (et également pour réaliser un coup d'arrêt)

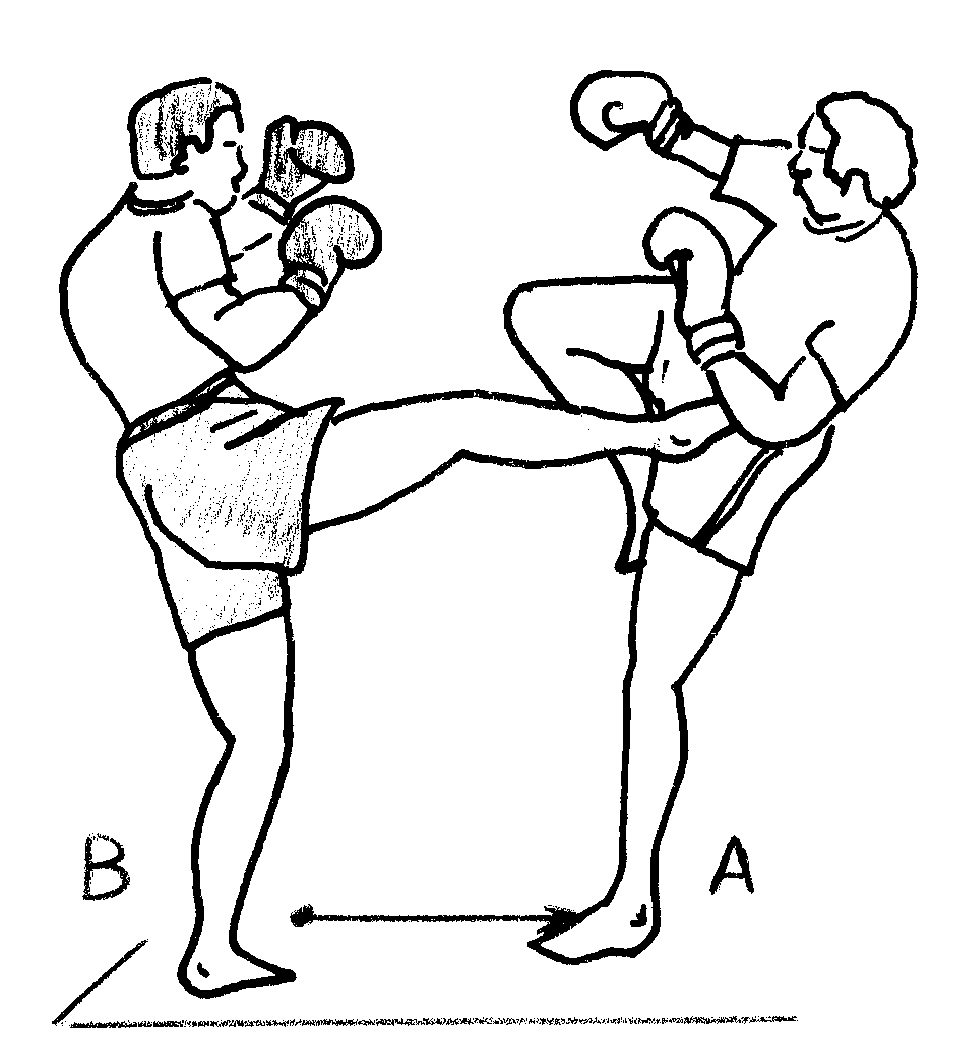
Un coup d'arrêt avec un front-kick (push-kick) en Boxe birmane, Kick-boxing ou Muay thaï

## Principales formes de frappe
Les différents types de technique sont :
- 1/ Le coup de pied direct de forme dite « fouettée » vers le haut : La surface de frappe décrit un arc de cercle de bas en haut, le genou sert de pivot, dans le plan vertical. Une flexion du genou précède la frappe et le plus souvent combinée à une élévation du genou. Le coup est donné avec l’idée de percuter vers le haut. Très souvent, après l’impact le pied revient vivement en arrière, à sa position de départ.
- 2/ Le coup de pied direct de forme dite « pistonnée » : La surface de frappe suit la ligne la plus droite possible vers la cible. Le coup est donné avec l’idée de percuter en profondeur.
- 3/ Le coup de pied direct de mode « posé puis poussé » : La surface de frappe est d’abord posée sur la cible adverse puis avec une action d’extension du genou l’adversaire est repoussé.
- 4/ Le coup de pied direct de forme dite de jambe « lancée tendue » (ou balancée vers le haut) : ce mode est utilisé soit pour percuter en remontant, soit en coup d'arrêt. Dans ce dernier cas le membre est lancé tendu vers le haut puis le pied est posé sur la cible adverse ce qui stoppe l’avancée de l’adversaire ou l’arme adverse dans sa trajectoire.

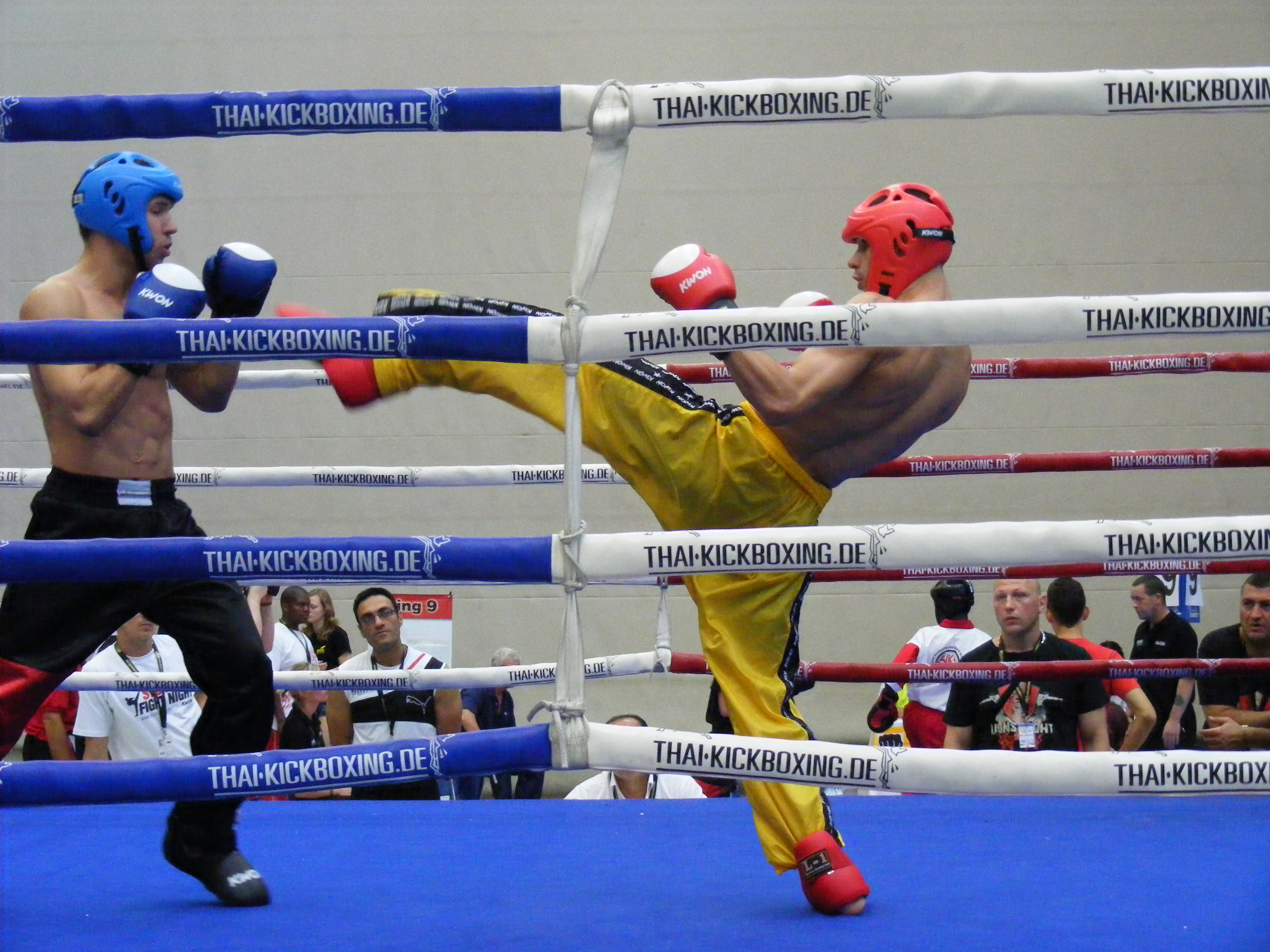
Coup de pied direct
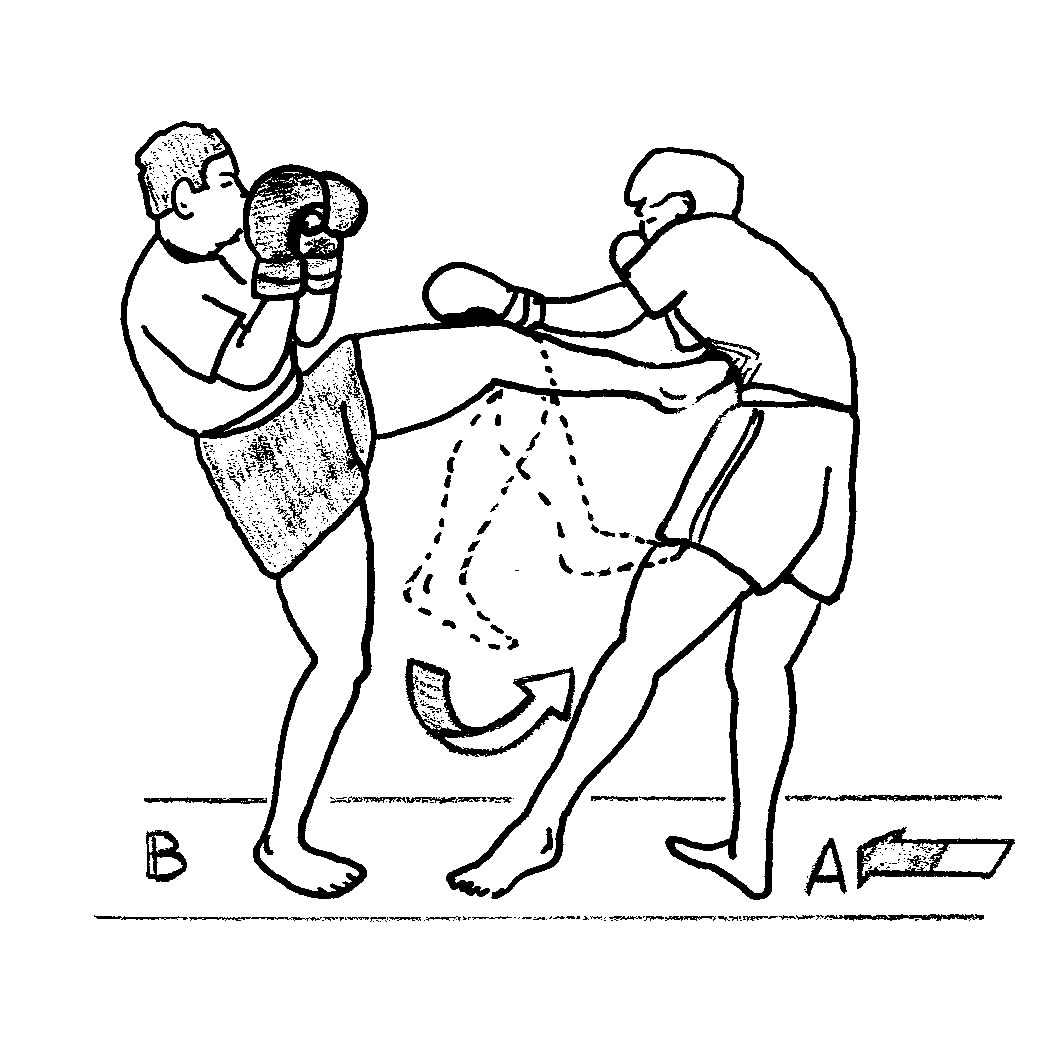
1/ Forme dite « fouettée » notamment utilisée en contre
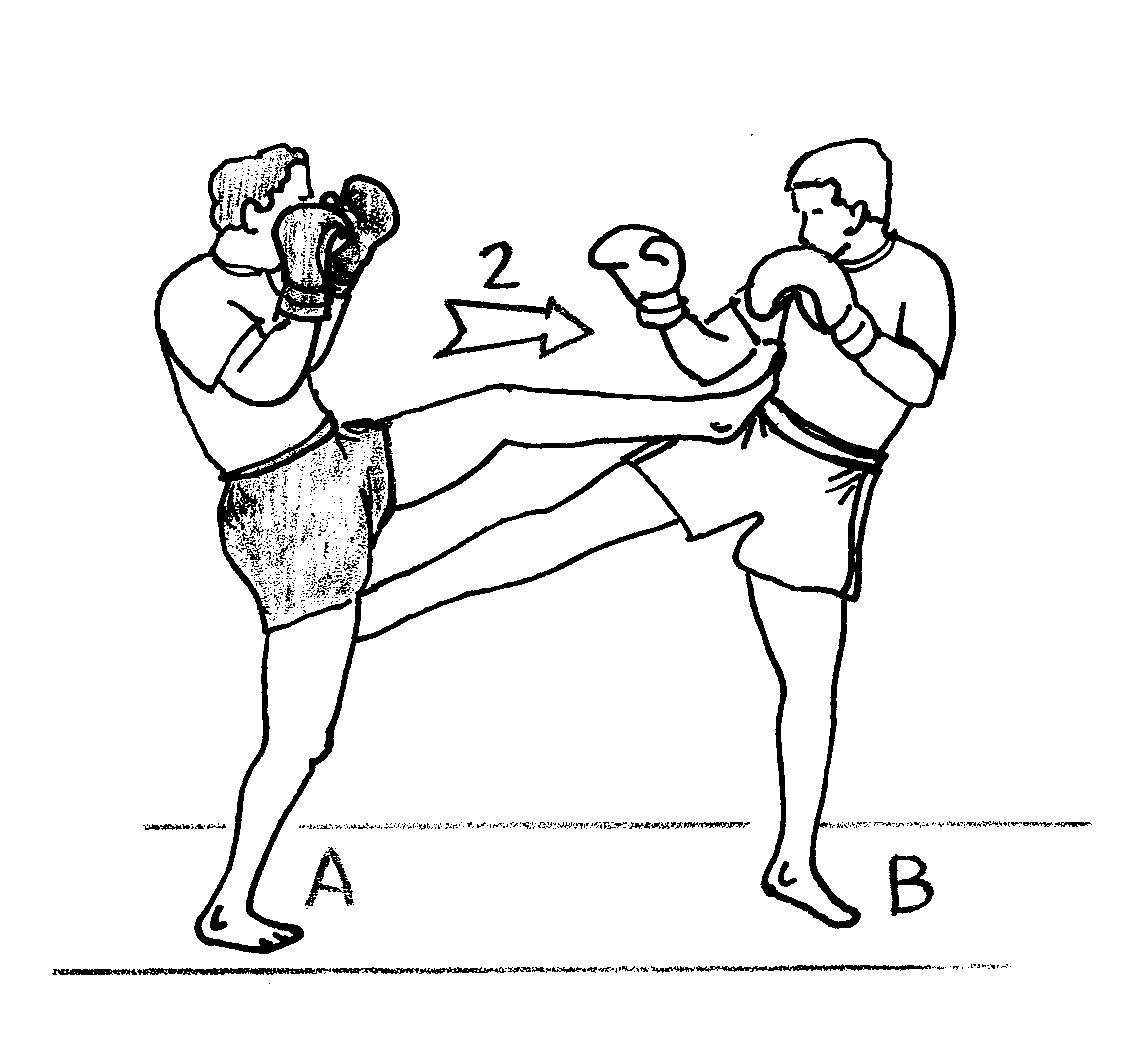
2/ Forme dite « pistonnée » ici en coup d'arrêt
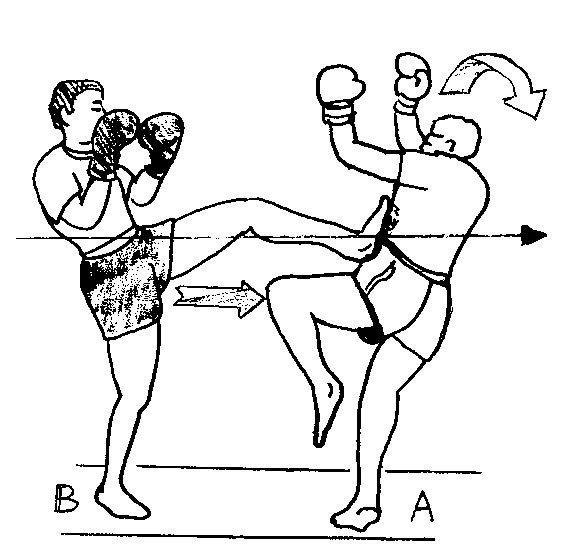
3/ Mode dite « posé et poussé » sur opposant à extraire
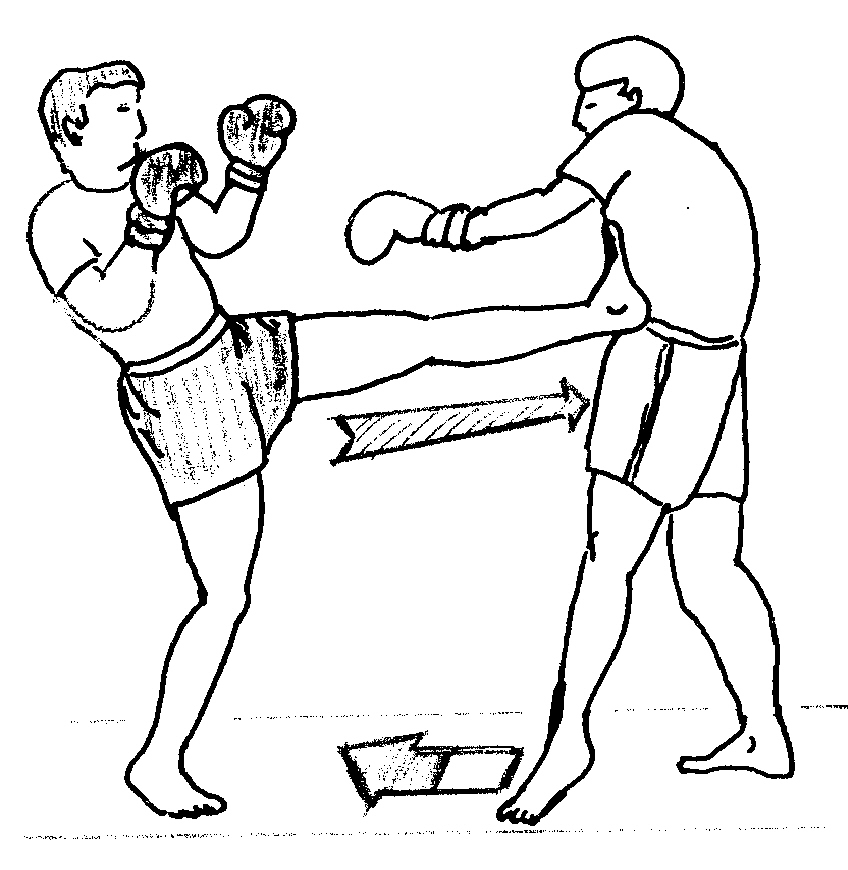
4/ Forme dite « lancée tendue » pour stopper l’approche adverse

## Sources
- Alain Delmas, 1. Lexique de la boxe et des autres boxes (Document fédéral de formation d’entraîneur), Aix-en-Provence, 1981-2005 – 2. Lexique de combatique (Document fédéral de formation d’entraîneur), Toulouse, 1975-1980.
- Gabrielle & Roland Habersetzer, Encyclopédie des arts martiaux de l'Extrême-Orient, Ed. Amphora, Paris, 2000